# Plutarchia monantha
Plutarchia monantha är en ljungväxtart som beskrevs av A. C. Smith. Plutarchia monantha ingår i släktet Plutarchia och familjen ljungväxter. Inga underarter finns listade i Catalogue of Life.